# Кравченко, Виталий Семёнович
Вита́лий Семёнович Кра́вченко (28 апреля 1937, Запорожье, Украинская ССР, СССР — 1 ноября 2013) — советский и российский волейбольный тренер, бывший тренер женских волейбольных команд «Искра» и Заречье-Одинцово, заслуженный тренер России.

## Биография
Начал свою тренерскую карьеру в Запорожье. Длительное время работал в команде «Искра», и «Заречье-Одинцово», воспитал много высококлассных игроков. Был организатором и первым директором училища олимпийского резерва по волейболу в г. Одинцово.
В последние годы работал тренером-инструктором Международной Федерации Волейбола, руководил тренерскими курсами.